# Тарлыковка
Тарлыковка (устар. Динкель) — село в Ровенском районе Саратовской области России, административный центр Тарлыковского муниципального образования. Основан как немецкая колония Динкель в 1767 году. Население — 727 (2010).

## Название
Колония имела два немецких названия: Динкель по фамилии первого старосты; Визенталь, данное вызывателем[неизвестный термин]. Официальное русское название — Тарлыковка.

## История
Основано как немецкая колония в 1767 году. Основатели — 56 семей из Гольштейна, Вюртемберга и Мекленбурга. Вызывательская колония Леруа и Питета. Колония относилась к лютеранскому приходу Варенбург. До 1797 года колония относилась ко 2-му округу Питета и Леруа (Варенбургское владение) Саратовского уезда (с 1780 года — Камышинского уезда Саратовского наместничества) Астраханской губернии, с 1797 года — к Тарлыцкому колонистскому округу Камышинского уезда (с 1836 года — Новоузенского уезда) Саратовской губернии, с 1850 года — к Тарлыцкому колонистскому округу (с 1871 года — Тарлыцкой волости) Новоузенского уезда Самарской губернии.
В 1774 году колония разграблена пугачёвцами.
Известно, что к середине XIX века в Динкеле уже имелась лютеранская кирха Варенбургского прихода. В 1894 году была построена новая каменная кирха в неоготическом стиле с пятью башнями, вмещавшая до 800 человек. В 1910 году в селе имелись церковно-приходская и земская школы, три водяных и две ветряных мельницы, маслобойня.
С 1918 года в составе Тарлыкской волости (с 1920 года — Тарлыкского района) Ровненского уезда Трудовой коммуны немцев Поволжья, с 1922 года — Куккусского кантона (с 1927 по 1935 год — в состав Зельманского кантона) АССР немцев Поволжья.
В голод 1921 года в селе родилось 92, умерли 238 человек.
В 1927 году постановлением ВЦИК «Об изменениях в административном делении Автономной С. С. Р. Немцев Поволжья и о присвоении немецким селениям прежних наименований, существовавших до 1914 года» селу Тарлыковка Зельманского кантона присвоено название Динкель.
28 августа 1941 года был издан Указ Президиума ВС СССР о переселении немцев, проживающих в районах Поволжья. Немецкое население депортировано в Сибирь и Казахстан, село, как и другие населённые пункты Куккусского кантона было включено в состав Саратовской области.

## Физико-географическая характеристика
Село находится в Низком Заволжье, относящемся к Восточно-Европейской равнине, на берегу залива Волгоградского водохранилища, образованного в устье реки Тарлык. Высота центра населённого пункта — 35 метров над уровнем моря. В окрестностях населённого пункта распространены каштановые почвы.
По автомобильным дорогам расстояние до районного центра посёлка Ровное составляет 32 км, до областного центра города Саратова — 72 км. У села проходит региональная автодорога Р226 (Волгоград — Энгельс — Самара)
Климат
Климат умеренный континентальный (согласно классификации климатов Кёппена — Dfa). Многолетняя норма осадков — 398 мм. Наибольшее количество осадков выпадает в июле — 41 мм, наименьшее в марте — 22 мм. Среднегодовая температура положительная и составляет + 7,0 °C, средняя температура самого холодного месяца января −9,7 °C, самого жаркого месяца июля +23,1 °С.
Часовой пояс
Тарлыковка, как и вся Саратовская область, находится в часовой зоне МСК+1. Смещение применяемого времени относительно UTC составляет +4:00.

## Население
Динамика численности населения
| 1767 | 1773 | 1788 | 1798 | 1816 | 1834 | 1850 | 1859 | 1889 | 1897 | 1905 | 1910 | 1920 | 1922 | 1923 | 1926 | 1931 | 2002 |
| ---- | ---- | ---- | ---- | ---- | ---- | ---- | ---- | ---- | ---- | ---- | ---- | ---- | ---- | ---- | ---- | ---- | ---- |
| 166  | 179  | 269  | 333  | 585  | 900  | 1132 | 1565 | 1917 | 1949 | 1703 | 2889 | 3224 | 2564 | 1709 | 1592 | 1864 | 731  |

| 2002 | 2010 |
| ---- | ---- |
| 729  | ↘727 |